# Srpokřídlec trnkový
Srpokřídlec trnkový (Cilix glaucata) je noční motýl z čeledi srpokřídlecovitých. Je to nejmenší srpokřídlec žijící na území ČR, od ostatních srpokřídleců se ale vzhledově dosti odlišuje – tvarem těla i způsobem skládání křídel připomíná spíše můřice, které jsou ostatně srpokřídlecům příbuzné.

## Rozšíření
Vyhledává především teplé biotopy, jako jsou výslunné stráně a náspy, okraje lesů a paseky, ale objevuje se i na vřesovištích.

## Popis

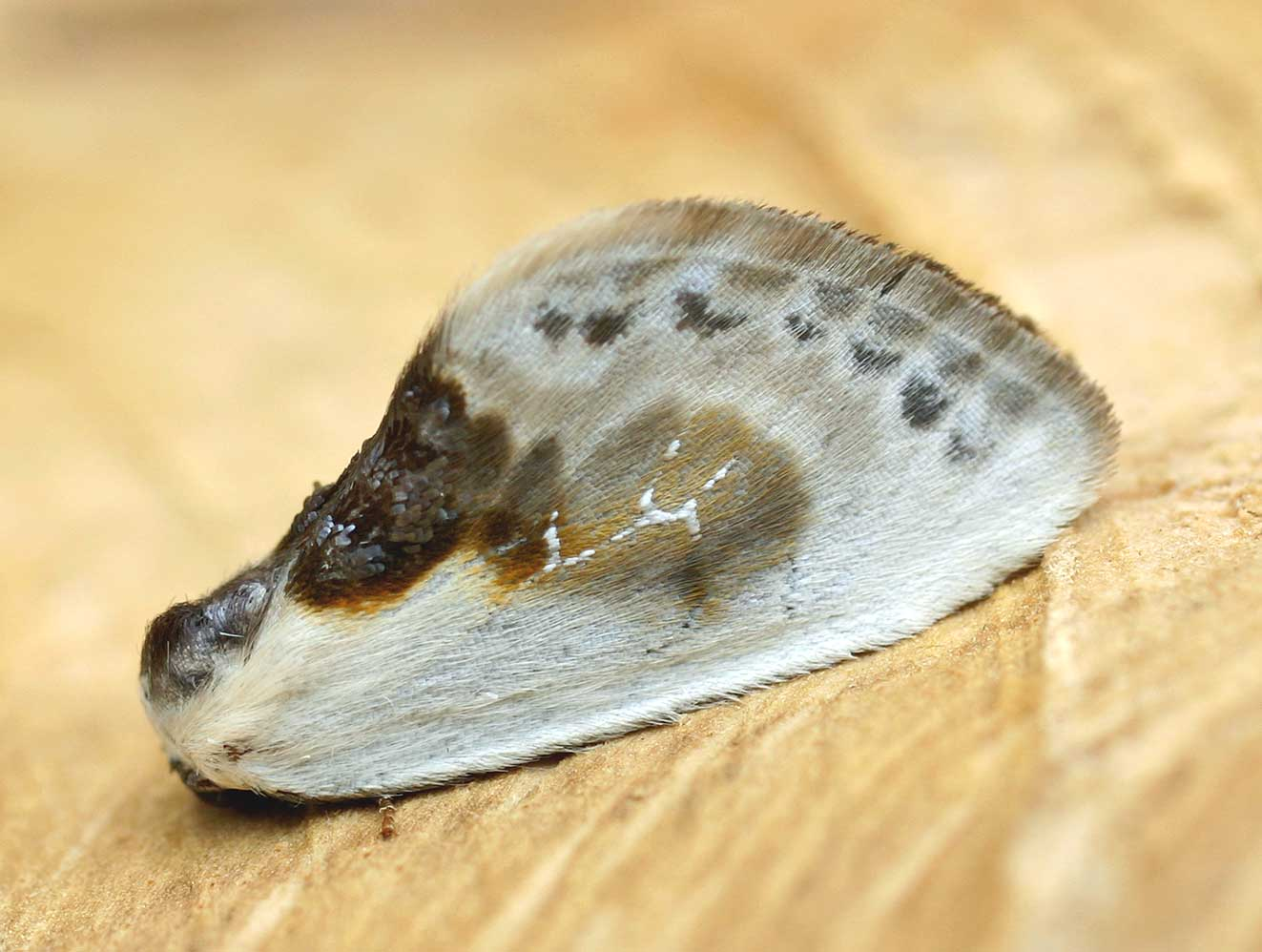
Odpočívající motýl

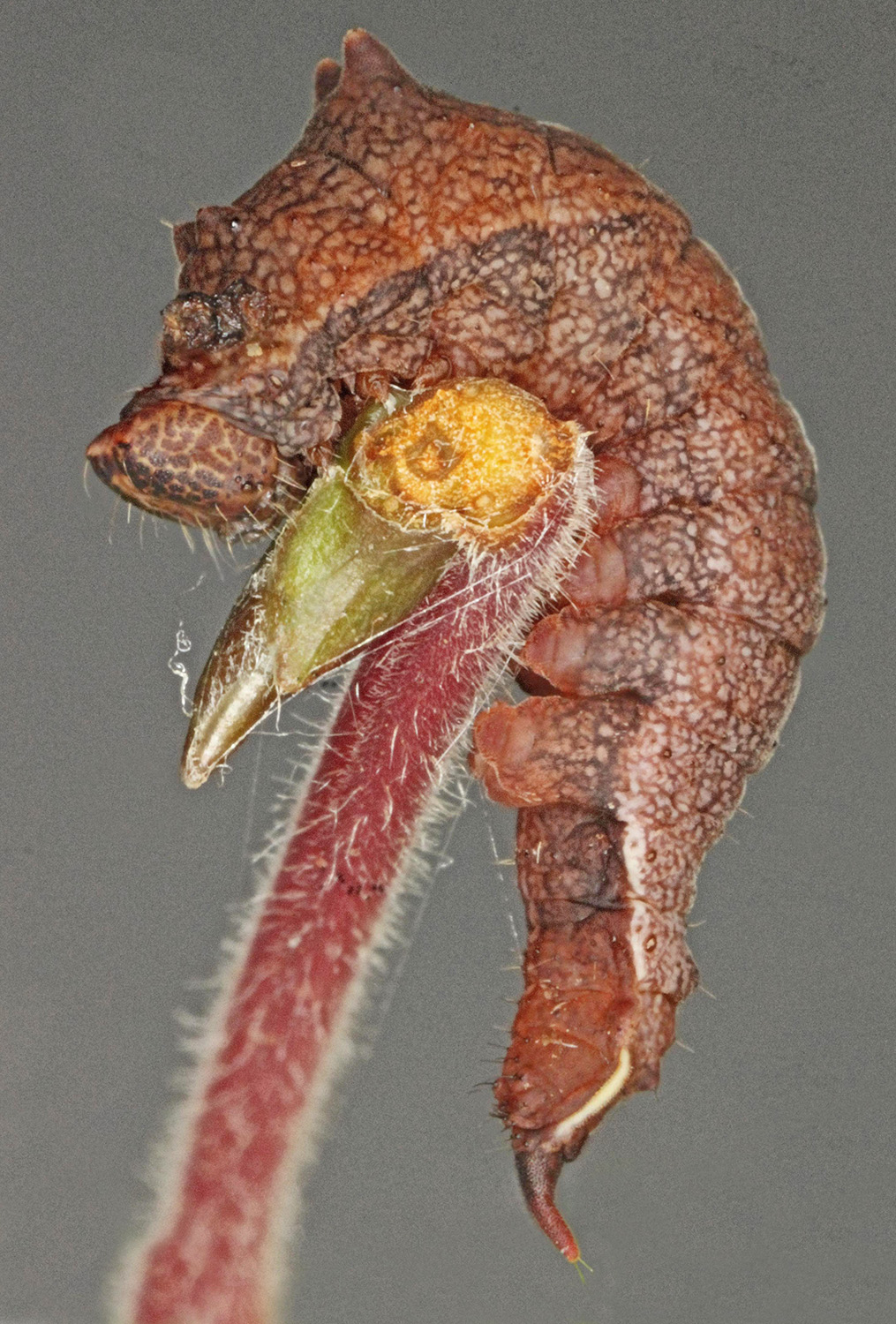
Housenka

Rozpětí křídel dospělce se pohybuje od 27 do 35 mm. Přední křídla jsou bílá s lesklými ploškami a hruškovitou tmavší skvrnou uprostřed plochy. Vnější okraj křídla je obrouben hnědými skvrnkami. Zadní křídla jsou bílá s nevýrazným šedohnědým lemem. V klidu jsou křídla složena střechovitě nad tělem.
Housenka je červenohnědá, s hrbolky na hrudních článcích. Hrbolky na 3. článku jsou největší a mají bílé hroty. Na konci těla je z přeměněného posledního páru panožek vytvořen špičatý výběžek černohnědé barvy.

## Bionomie
Ve střední Evropě se srpokřídlec trnkový vyskytuje ve dvou generacích (duben–červen, červenec–srpen). Motýli sedí přes den na větvičkách křovin, v noci pak vyletují (často se s nimi lze setkat u umělých zdrojů světla).
Housenky se vyvíjejí od června do července (1. generace) a následně od srpna do září (2. generace). Živnou rostlinou bývá především trnka a švestka, případně hloh. Ještě na podzim se housenky kuklí a kukla následně přezimuje do dalšího roku.